# Marmite (keukengerei)

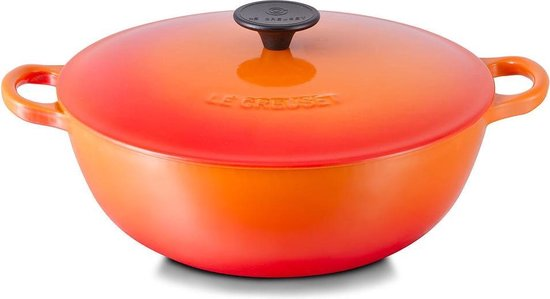
Een Marmite van Le Creuset

Een marmite is een pan met een bolle vorm met een klein plat vlak aan de onderzijde. De marmite is vaak voorzien van een deksel en heeft ook een voorziening zodat de pan kan worden opgetild. Door de bolle vorm aan de onderzijde heeft de pan minder contact met de warmtebron. Vooral bij bakken en braden op inductie is dat vlakje belangrijk voor een goed contact met de warmtebron. De pan wordt voornamelijk gebruikt voor het maken van fonds of voor een vorm van wokken in de Franse keuken. Door de ronde vorm schept en roert de pan veel makkelijker dan een pan met een rechthoekige vorm.